# Krassó-Szörény vármegye
Krassó-Szörény vármegye (latinul Krassoensis, Crassoviensis, Krassovinis et Severinensis) közigazgatási egység volt a Magyar Királyság délkeleti részében. Jelenleg Románia része.

## Földrajz
Krassó-Szörény vármegye területe szinte mindenütt hegység vagy dombvidék volt, csak néhol lehetett találni síkságot. A vármegye északi részén a Ruszka-havas (Pojána-Ruszka-hegység), keleten a Csernai-havasok, középső, nyugati és déli részén pedig a Bánsági-hegyvidék (Krassó-Szörényi-érchegység, Szemenik-hegység, Almás-hegység, Lokva-hegység és Orsovai-hegység) feküdt. A vármegye folyóvizekben igen gazdag volt: a Duna, a Maros, a Temes is átfolyt a vármegyén. Északon Arad vármegye, keleten Hunyad vármegye és Románia, délen Szerbia, nyugaton pedig Temes vármegye határolta.

## Történelem
A vármegye a Krassó és Szörény megye egyesítéséről szóló 1880. évi LV. törvénycikk alapján 1881-ben alakult Krassó vármegye és Szörény vármegye összevonásával, így a magyar királyság legkésőbb kialakult közigazgatási egysége.
A Bánság területén a pozsareváci béke után Temesi Bánság néven katonai közigazgatást vezettek be, ezt az aldunai térség (katonai határőrvidék, ezen belül 1779-1845-ig az Oláh–illír ezred, 1845-1873 között Románbánsági ezred, ill. Szerbbánsági ezred) kivételével 1779-ben feloldották, és visszacsatolták Magyarországhoz.
Krassót Lugos székhellyel 1779-ben hozták létre, középkori területétől jelentősen különböző alakban, Szörény vármegye pedig a modern kori Magyarország legrövidebb életű megyéjének bizonyult, önálló alakjában  (Karánsebes székhellyel) csupán 1873 és 1881 között létezett. 
Krassó a határőrvidék megszüntetésekor bekebelezte Fehértemplom várost és környékét, amely addig a Szerbbánsági ezred része volt, ezt Temes vármegye javára elvesztette 1876-ban, Vámosmárga falut pedig Szörényhez csatolták. Az önálló Krassó vármegye Szerbiáig nyúlt. 1913-ban a vármegyéhez csatolták az Törökországtól a már 1878-ban elfoglalt, de csak ekkor annektált Ada Kaleh szigetet. Krassó-Szörény 1910-ben az ország második legnagyobb megyéje volt 11.074 km², ebből 1919-ben 11.050 km² Románia birtoka (csak Krassószombat, Udvarszállás, valamint Néramogyorós egy része került az új délszláv államhoz).
1919. március 31-én a francia hadsereg a vármegye általuk megszállt északi részéből, valamint Temes vármegye újaradi és temesrékasi járásából megalakította Lugos vármegyét, Lugos székhellyel. A rövid életű közigazgatási egység május 28-án megszűnt, amikor a franciák átadták azt a románoknak.
1926-ban a román állam – Krassó-Szörény vármegye utódjának felosztásával – újonnan alakított egy Krassó nevű megyét (Judeţul Caraș; az 1950. évi reformmal szűnt meg).
A vármegye (Romániához került) területe nagyjából megegyezik a romániai mai (1968-ban alakult) Krassó-Szörény megye területével, északi része Temes megye területéhez tartozik, illetve Orsova város és környéke Mehedinți megye része.

## Lakosság
1910-ben a vármegyének összesen 466 147 lakosa volt, ebből:
- 336 082 (72%) román
- 55 883 (11%) német
- 33 787 (7,57%) magyar
- 14 674 (3,28%) szerb
- 2 908 (0,65%) szlovák
- 2 351 (0,50%) orosz

## Közigazgatás

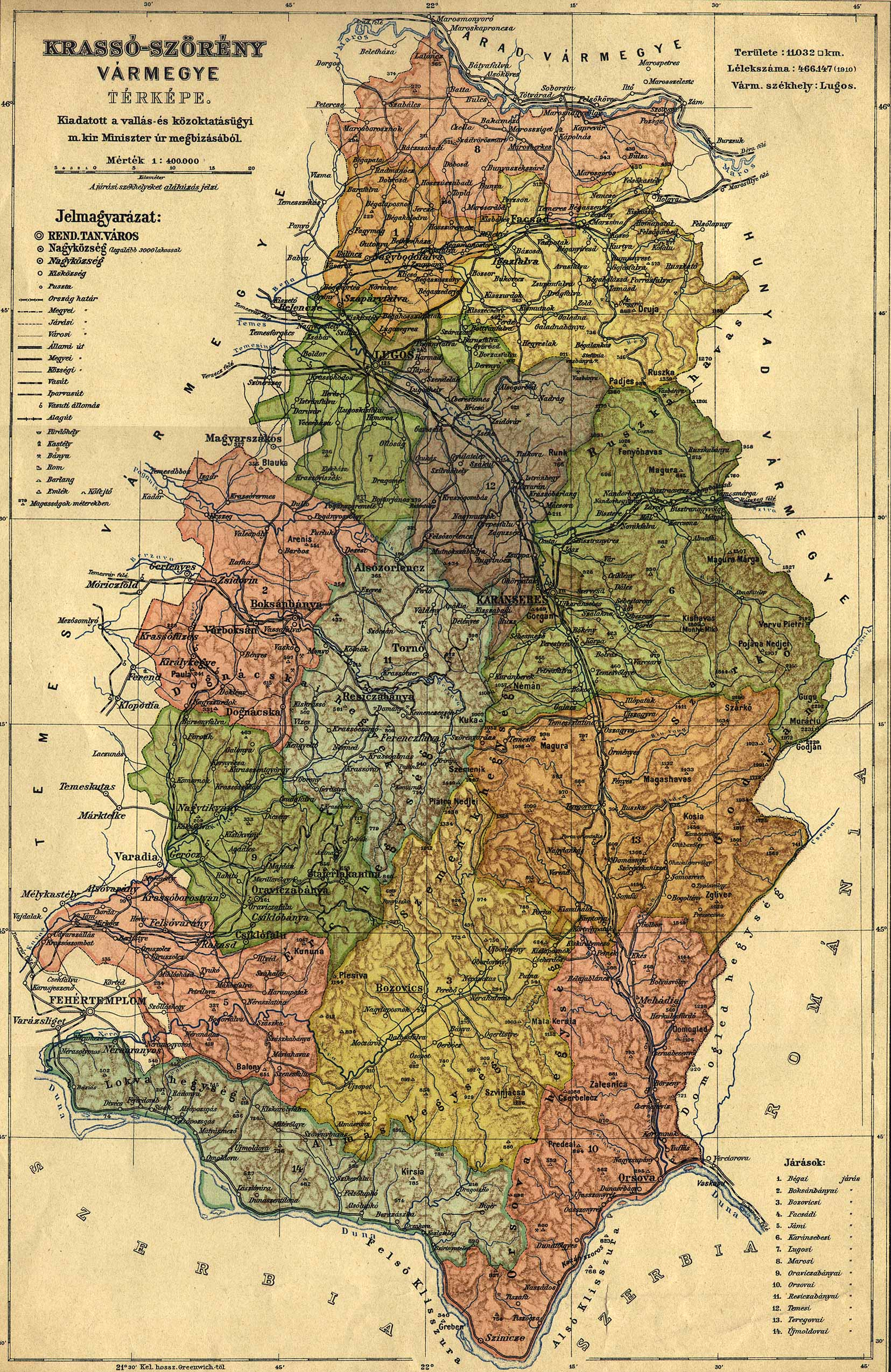
Krassó-Szörény vármegye közigazgatási térképe

1910-ben a vármegye tizennégy járásra volt felosztva:
- Bégai járás, székhelye Bálinc
- Boksánbányai járás, székhelye Boksánbánya
- Bozovicsi járás, székhelye Bozovics
- Facsádi járás, székhelye Facsád
- Jámi járás, székhelye Jám
- Káránsebesi járás, székhelye Karánsebes (rendezett tanácsú város)
- Lugosi járás, székhelye Lugos (rendezett tanácsú város)
- Marosi járás, székhelye Marosberkes
- Oravicabányai járás, székhelye Oravicabánya
- Resicabányai járás, székhelye Resicabánya
- Temesi járás, székhelye Szákul
- Teregovai járás, székhelye Teregova
- Újmoldovai járás, székhelye Újmoldova
- Orsovai járás, székhelye Orsova